# Uragano Irene (2011)
L'uragano Irene è stato un uragano atlantico ed è stato il primo uragano della stagione degli uragani atlantici 2011. Si è formato nell'oceano Atlantico e le prime terre emerse che ha incontrato nel suo percorso sono le Piccole Antille.
Ha sviluppato un movimento atmosferico e un circolo di circolazione ciclonica chiuso, spingendo il National Hurricane Center a pubblicare bollettini sull'uragano tropicale solo il 20 agosto 2011. Il 21 agosto si è spostato vicino a Saint Croix. Il giorno dopo, Irene si è diretto verso Porto Rico, dove forti venti hanno causato notevoli danni.
L'uragano si è rafforzato all'arrivo alle Bahamas, diventando un uragano di proporzioni elevate, procurando ingenti danni alle isole.

## Storia meteorologica
Il 15 agosto 2011, un'onda tropicale è uscita dalla costa africana, cadendo nell'Atlantico. È rimasta ben definita mentre si muoveva costantemente verso ovest attraverso il Capo Verde. Come l'onda tropicale ha preso le distanze dalle isole, lo sviluppo di temporali e acquazzoni nelle sue vicinanze sono continuate a rimanere scarse. Il 19 agosto, la struttura convettiva ha cominciato a mostrare segni di organizzazione, come la pressione atmosferica bassa, e con un ambiente favorevole progressivamente situato davanti all'onda, così che le possibilità di subire una ciclogenesi tropicale sono notevolmente aumentate. L'attività temporalesca forte ha continuato ad accentuarsi intorno alla bassa pressione. Dal 20 agosto il National Hurricane Center (NHC) ha osservato che la formazione di un ciclone tropicale era imminente, mentre l'onda tropicale si avvicinava alle Piccole Antille. Un aereo da ricognizione ha confermato la presenza di un piccolo centro di circolazione superficiale a sud-ovest di una raffica di convezione e venti insolitamente alti, che ha dato il via libera per classificazione di Irene a tempesta tropicale.

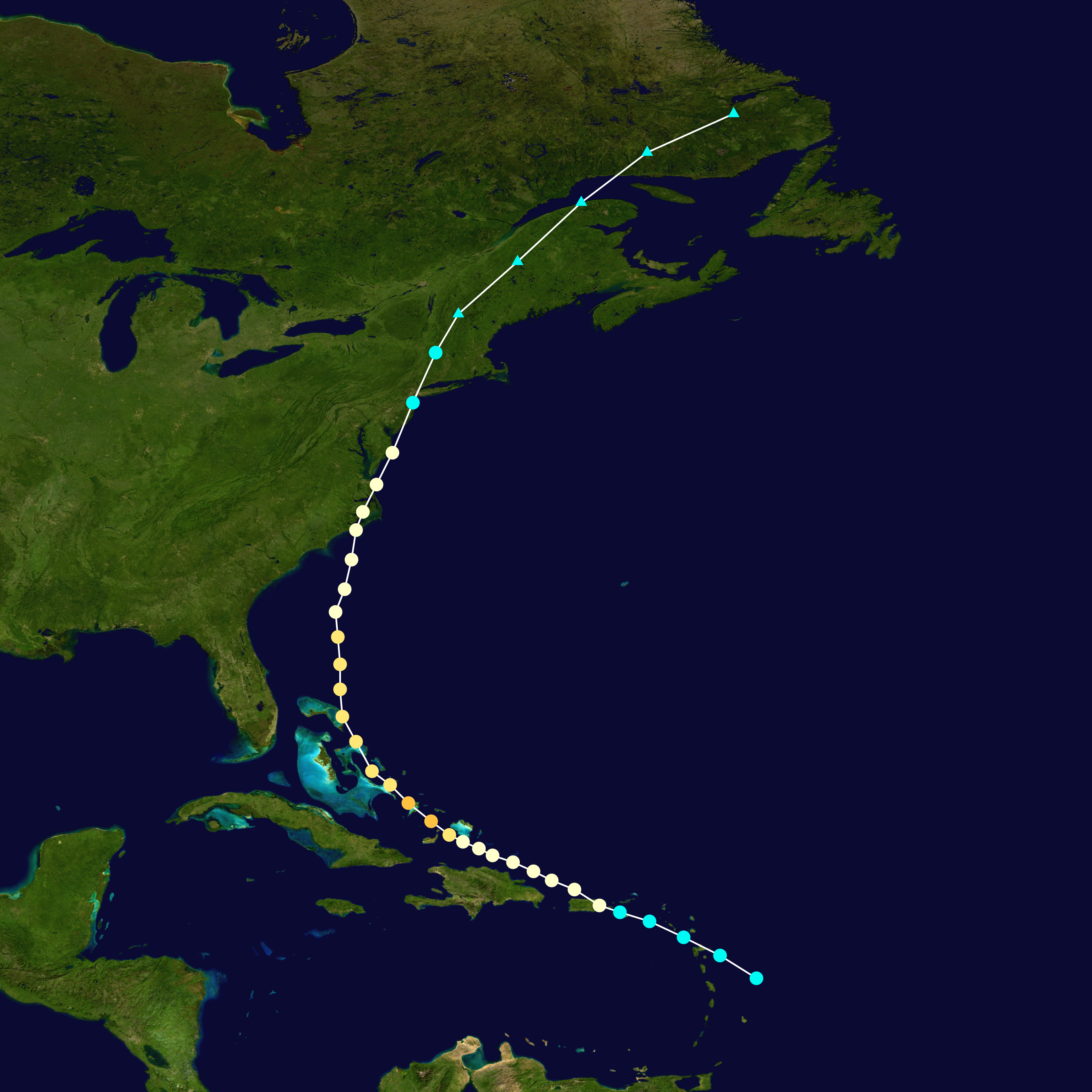
Il percorso di Irene.

Dopo essere stato classificato come uragano, Irene è stata posizionata a circa 190 miglia (305 chilometri) ad est di Dominica, lungo una linea di alta pressione sull'Atlantico centro-settentrionale, intraprendendo un percorso ovest-nord-ovest per la maggior parte del suo viaggio attraverso i Caraibi orientali. Il 21 agosto, la superficie più vicina al centro ha riformato una profonda convezione. Inoltre, un anticiclone ha favorito il deflusso del ciclone. Con la nuova struttura, con un wind shear e con le elevate temperature della superficie del mare, era previsto che Irene dovesse rafforzare la sua forza prima di approdare ad Hispaniola. Il giorno successivo, Irene ha tracciato un tragitto più a nord rispetto a quanto inizialmente previsto, passando vicino all'isola di Saint Croix, verso Porto Rico, dove ha subito un notevole aumento di forza. Alcune ore dopo, Irene si atterrò a sud-est. vicino a Punta Santiago, con una stima di venti sostenuti 110 km/h. Nonostante l'interazione con il terreno, l'occhio del ciclone divenne sempre più evidente sulle immagini radar. Irene è stata quindi aggiornata ad uragano di categoria 1, la prima dell'annuale stagione, proprio dopo il suo approdo iniziale.
Anche se Irene si è brevemente indebolita il 23 agosto, ha iniziato a sviluppare un occhio diverso, circondata da un'area di convezione. Muovendosi in direzioni casuali attraverso le Bahamas su acque molto calde, Irene si è rapidamente espansa in alto come il suo deflusso è diventato ben consolidato. Il ciclone si è intensificato in un uragano di categoria 3 in poche ore. Irene ha subito un parziale ciclo di sostituzione dell'occhio, che ha indebolito l'uragano. Si è sviluppato un occhio diverso per alcune ore, per poi oscurarsi di nuovo. All'inizio del 27 agosto, Irene si è ulteriormente indebolita, declassando a uragano di categoria 1 mentre si avvicinava ad Outer Banks in Carolina del Nord. Alle 11.30 UTC di quello stesso giorno, Irene si è abbattuta vicino a Cape Lookout, nel North Carolina con venti di 140 km/h. Il 28 agosto 2011 l'uragano raggiunge la città di New York. Lo stesso giorno, Irene viene declassata a tempesta tropicale.
A partire dalle 11:00 EDT (15:00 UTC) del 28 agosto, la tempesta tropicale Irene si trova a 20 chilometri ad ovest di Danbury, nel Connecticut. I venti massimi sostenuti sono di 50 nodi (95 km/h), con forti raffiche. La pressione minima centrale è di 966 mbar, e il sistema è in movimento verso nord-nordest alla velocità di 43 km/h. La tempesta si è definitivamente dissipata il 29 agosto.